# 卓格革蓋菌
卓格革蓋菌，屬多孔菌科一種，是木棲腐生的中小型菇類，該菇類生長於如台灣之低海拔林區，夏秋兩季之間可見。